# Курский Знаменский Богородицкий монастырь
Ку́рский Зна́менский Богоро́дицкий монасты́рь — православный мужской монастырь, расположенный в городе Курске по адресу ул. Луначарского, д. 4. Принадлежит к Курской и Рыльской епархии. Основанный в 1613 году, монастырь является одним из старейших в Курской области. На протяжении длительного времени, с 1618 по 1919 год, монастырь являлся почётным местом хранения почитаемой чудотворной Курской Коренной иконы Божией Матери «Знамение». Из Знаменского монастыря ежегодно с 1618 года совершался крестный ход с перенесением иконы «Знамение» в Курскую Коренную Рождество-Богородичную пустынь. Архитектурный ансамбль Знаменского монастыря включает несколько памятников архитектуры федерального значения. Настоятелем монастыря является (2013) митрополит Курский и Рыльский Герман.

## История

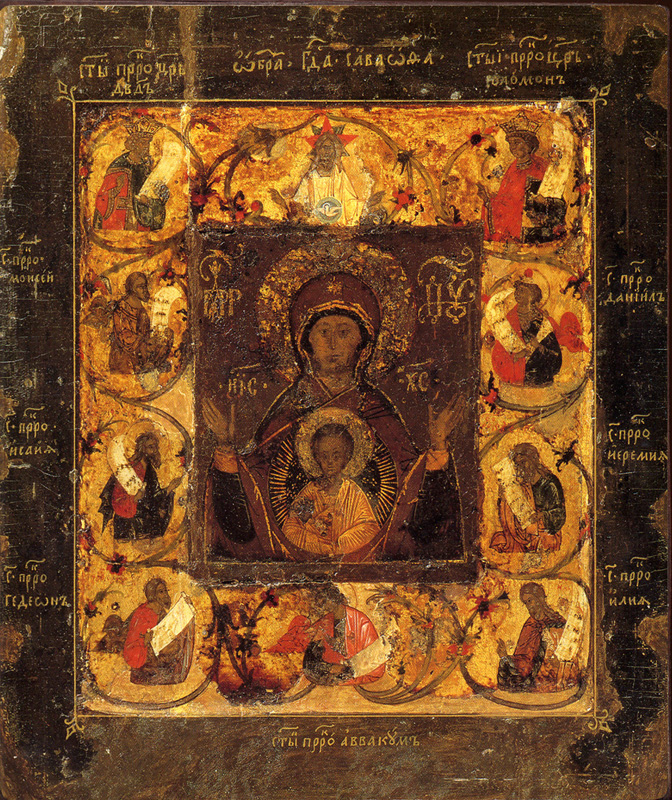
Курская Коренная икона Божией Матери «Знамение»

### Основание
На месте современного Знаменского монастыря в начале XVII века располагался Курский кремль, возведённый в 1596 году на месте древнего домонгольского курского городища на высоком обрывистом мысу при слиянии рек Тускарь и Кур. В 1612 году Курск был осаждён многотысячным польско-литовским войском. Была взята и разорена основная часть города, включая большой острог. Неприступным для врагов остался только оборонявшийся под предводительством воеводы стольника Юрия Игнатьевича Татищева малый острог. Когда защитникам острога предложили открыть ворота, осаждённые отвечали, что города не сдадут, а скорее погибнут, защищая его. Защитники городской крепости страдали от нехватки питьевой воды и пороха, ежедневных попыток врага взять острог. В эти дни осаждённые дали торжественный обет построить монастырь в честь Курской Коренной иконы Божией Матери «Знамение», если город удастся защитить. Через месяц безуспешной осады поредевшее вражеское войско отступило от стен Курской крепости. Сразу же после освобождения куряне приступили к исполнению своего обета: сначала был воздвигнут деревянный храм в честь Рождества Пресвятой Богородицы. В 1613 году царь Михаил Фёдорович Романов, только что избранный на правление, разрешил рядом с новой церковью устроить монастырь, строительство которого завершилось к 1615 году: была сооружена ещё одна деревянная церковь во имя преподобного Михаила Малеина с приделом соловецких чудотворцев Зосимы и Савватия, келья для настоятеля Варлаама и 14 келий для братии. Число монахов в новой обители вскоре достигло 40 человек. Монастырь назвали Рождественским (Богородицким); это название обусловлено тем, что обретение иконы Божией Матери «Знамение» состоялось на праздник Рождества Пресвятой Богородицы. В 1615 году царь Михаил Фёдорович Романов повелел возвратить в Курск чудотворную икону Божией Матери «Знамение», которая по его личному распоряжению в 1618 году была перенесена в Рождественский монастырь из городского Воскресенского собора и поставлена в церкви Рождества Богородицы. После этого события новый монастырь стал главной обителью Курского края; к нему были причислены Троицкий, Божедомский и Пустынский Богородицкий мужские монастыри со всеми угодьями и землями. В 1629 году монастырю была пожалована «тарханная» грамота, содержавшая перечень его прав и преимуществ и подтверждавшая его привилегии.

### В XVII веке
В 1631 году большинство монастырских строений сгорели при пожаре, возникшем от удара молнии. Оставшиеся невредимыми при пожаре постройки были разорены поляками под командованием князя Иеремии Вишневецкого в январе 1634 года, которые также сожгли Троицкий и Божедомский монастыри.
По указу царя Алексея Михайловича в 1649 году на месте деревянного воеводой Лодыженским был заложен и к 1680 году строителем Московского Приказа каменных дел Семёном Белым и приказчиком Сергеем Калугиным возведён на выделенные из царской казны деньги, а также на частные пожертвования, каменный соборный храм во имя иконы Божией Матери «Знамение», длиной 58 м и шириной 11,5 м, имевший два придела. После возведения Знаменского храма монастырь стал называться Рождество-Богородицким Знаменским. Начиная с 1674 года, настоятели монастыря, ранее именовавшиеся строителями или игуменами, получили право на титул архимандрита.
Примерно в это же время на пожертвования князей Ромодановских были возведены Богоявленская церковь при покоях настоятеля, Петропавловская церковь на Святых воротах, братские кельи, хозяйственные строения, а также каменная стена с башнями, окружавшая монастырь. По грамоте царя Алексея Михайловича монастырю было даровано урочище Дикое поле с крестьянами. В 1678 году за монастырём числилось 169 крестьянских дворов.
В 1687 году государями Иоанном и Петром Алексеевичами и Софьей Алексеевной был поднесён в дар большой 57-пудовый медный колокол, отлитый мастером Фёдором Маториным (этот колокол прослужил около двухсот лет, но в 1860 году треснувший колокол был снят с колокольни и торжественно установлен на высокий постамент в северо-восточной части монастырской ограды).

### В XVIII веке
К 1705 году в ведении и управлении Знаменского монастыря находились сёла Смородинное, Поныри и Долгое, деревни Служия, Тазово, Жерновец, Ясенок, Виногробль и Старая Слободка, хутор Гремячий, в которых числилось 4836 «душ крестьян».
В 1722 году Курский Богородицкий монастырь стал владельцем дачи в четырёх верстах от города Курска на верховьях реки Кур, впоследствии ставшей называться Знаменской рощей. Позднее здесь были построены церковь во имя Иоанна Богослова и двухэтажный каменный корпус; появились пруд с мельницей, сад, скотный двор, 60 десятин обрабатываемой земли.
По манифесту о секуляризации монастырских земель императрицы Екатерины II от 26 февраля (8 марта) 1764 года, переводившему в казённое ведение все церковные имения, упразднявшему часть монастырей, а остальные разделявшему на три класса, в составе Белгородской и Обоянской епархии были оставлены Курский, Хотмыжский, Обоянский и Волховский монастыри. Коренная Рождественская пустынь, ранее приписанная к Знаменскому монастырю, получила статус самостоятельной обители. Знаменский монастырь был утверждён штатным и отнесён ко второму классу. По штату в нём числились архимандрит, казначей, 6 иеромонахов, 2 пономаря, просвирник, ключник (он же и хлебодарь), чашник, писец и 16 служителей.
В 1752 году Знаменский храм был оштукатурен изнутри и снаружи, его единственная глава разобрана, а вместо неё возведено пять. В период с 1771 года по 1775 год, при архимандрите Викторе (Лодыженском), престол собора был обложен вызолоченной медью, с изображением страстей Христовых, а иконостасы были украшены новой живописью и позолотой. В 1775 году купола Знаменского собора позолотили.
14 (25) июня 1787 года Знаменский монастырь посетила Екатерина II, следовавшая через Курск из Крыма в Москву. Перед входом в Знаменский собор её торжественно встречала делегация курского духовенства во главе с архимандритом Амвросием, державшим в руках крест и чашу с освящённой водой. В соборе Екатерина II приложилась к Курской Коренной иконе Божией Матери «Знамение». Был отслужен благодарственный молебен, после его окончания императрица велела раздать духовенству значительные денежные суммы.
В процессе формирования нового городского центра были снесены в 1788 году Воскресенский собор, в 1792 году Пятницкая церковь.

### В XIX веке
Построенный по приказу царя Алексея Михайловича каменный Знаменский храм простоял в центре Курска около полутора веков. Однако в ноябре 1814 года во время службы на прихожан с купола собора стала целыми кусками осыпаться штукатурка. Архиепископ Феоктист и губернский архитектор П. К. Шмит по поручению губернатора А. И. Нелидова провели осмотр здания, при котором выявили трещины на своде трапезной и на стенах храма, образовавшиеся в результате просадки его фундамента. Было принято решение построить вместо старого собора новый, лучшей архитектуры и большей вместительности, проект которого был уже готов летом 1815 года. После получения соответствующего официального распоряжения архиепископ Феоктист 16 (28) августа 1815 года велел вынести всё церковное имущество и начать снос обветшавшего храма. В 1816 году Знаменский собор был окончательно разобран.
В 1816 году началось строительство большого Знаменского собора, которое продолжалось 10 лет. Новый собор закладывался как памятник победы в Отечественной войне 1812 года. По решению архиепископа Курского и Белгородского Феоктиста (Мочульского) руководство строительством возлагалось на архимандрита Курской Коренной пустыни Палладия (Белевцева), в прошлом артиллерийского офицера, выходца из курских дворян; а также на губернского архитектора П. К. Шмита.
По указу императора Николая I от 28 сентября (10 октября) 1832 года резиденция Курского архиепископа, располагавшаяся в Белгороде с 1667 года, была перенесена в 1833 году в Курский Знаменский монастырь, а сам монастырь превращён в трёхклассный архиерейский дом. Покои, канцелярия и секретарь архиепископа разместились в каменном двухэтажном корпусе, построенном около Знаменского собора примерно в одно время с ним.
В 1854 году Знаменскому монастырю было возвращено звание монастыря первого класса.
При епископе Сергии (впоследствии митрополите Московском) в 1875 году на пожертвования горожан на престольном месте обветшавшего древнего городского Воскресенского собора построен Воскресенский храм, освящённый в 1876 году.
В 1891 году в Знаменском монастыре насчитывалось 47 человек: наместник, казначей, ризничий, духовник, благочинный, 4 очередных иеромонаха, 13 иеродиаконов, 6 монахов, 4 указных послушника и 13 живущих на предварительном испытании. Кроме храмов на монастырской территории располагались: одноэтажный каменный корпус на 20 монашеских келий, каменный флигель для певчих архиерейского хора, одноэтажный каменный флигель с размещавшимися в нём больницей, братской трапезой и кухней, а также постройки различного хозяйственного назначения. Вне территории монастыря, через дорогу от него, имелись два монастырских двора с жилыми постройками, в одном из этих дворов размещался конный двор с каретным сараем, конюшней и двумя малыми флигелями, а в другом — приют для мальчиков-сирот.

### После Октябрьской революции
25 августа 1919 года между Курским городским Советом рабочих и красноармейских депутатов и группой граждан города Курска был заключён договор, по которому прихожанам в бессрочное и бесплатное пользование передавалось три храма на территории Знаменского монастыря: Знаменский собор, храм Воскресения Христова и примыкающая к дому архиерея Крестовая Трёхсвятительская церковь. Вместе с церквями прихожанам были переданы иконостасы, богослужебные книги, хоругви, паникадила, кресты, иконы, облачения священников и другие богослужебные предметы.
После оставления Курска частями Добровольческой армии и восстановления в городе Советской власти часть строений Знаменского монастыря была занята бойцами 119-го батальона внутренней охраны республики. Монашествующим был ограничен доступ во многие помещения. В 1921 году была разграблена Воскресенская церковь, а в 1923 году закрыта.
Монастырь был закрыт в 1924 году. 2 ноября 1926 года Президиум Курского горсовета удовлетворил ходатайство Курского губполитпросвета о передаче Курскому краеведческому музею всей усадьбы и зданий бывшего мужского монастыря, что было осуществлено уже 23 ноября. Ещё летом 1926 года в бывшем доме архиерея разместили десять выставочных залов промышленно-экономического отдела краеведческого музея, оснастили две рабочие комнаты, а также библиотеку ещё в одной из комнат. Четыре флигеля монастыря краеведческий музей сдавал в аренду различным учреждениям и предприятиям города: в одном флигеле размещались пекарня и конфетная фабрика управления коллективов безработных при бирже труда, во втором флигеле — канцелярия Губернского архивного бюро и две квартиры, в третьем — частные квартиры, а четвёртый был отдан административному отделу под архив ЗАГСа. Здание Воскресенской церкви сдавалась музеем архивному бюро под архивохранилище на условии его ремонта и поддержания в удовлетворительном состоянии. Знаменский собор по-прежнему занимала община верующих, с которой краеведческим музеем также взималась арендная плата за 80 м², отданных под жильё и канцелярию епархиального управления. Каменный двухэтажный братский корпус удерживался под общежитие штабом стрелкового корпуса вплоть до августа 1928 года, когда после образования Центрально-Чернозёмной области штаб корпуса был переведён в Воронеж; лишь после этого занимаемое им здание перешло музею.
В 1932 году Знаменский приход был ликвидирован, а Курский горсовет принял решение устроить в храме звуковой кинотеатр. В процессе перестройки собор значительно изменил свой внешний вид: в 1935 году были снесены четыре малых купола и обе колокольни, а в 1936 году раскрыт северный портик и снята ограда. Новый кинотеатр в здании собора открылся 23 сентября 1937 года и получил название «Октябрь» (в честь 20-й годовщины Октябрьской революции).
Во время Великой Отечественной войны здание кинотеатра, подожжённое немцами во время отступления 1943 года, сильно пострадало: помещения выгорели, произошло частичное разрушение купола. После освобождения Курска в здании сначала размещался склад мясных и молочных продуктов, затем располагался лагерь для немецких военнопленных. В ноябре 1945 года все постройки Знаменского монастыря были переданы вывезенному из Германии заводу по производству низковольтной аппаратуры Наркомэлектропрома. Новые владельцы устроили в центральной части бывшего собора склад оборудования, в трапезной разместили штамповочный цех, а в помещении с южной стороны — цех пластмасс. Ещё один цех размещался в подвале Воскресенской церкви. В двух башнях монастырской ограды были устроены склады для сена и угля. Архиерейский дом остался в ведении Курского областного краеведческого музея. В 1948 году завод отказался от здания Знаменского собора. Курский облисполком передал полуразрушенное здание управлению по делам кинофикации для устройства в нём кинотеатра, который вновь был открыт в 1956 году.

### Возвращение монастыря Русской Православной Церкви
Монастырь был вновь открыт в августе 1992 года. В 1992 году Русской Православной Церкви возвращено здание бывшего Знаменского собора, его интенсивная реконструкция началась летом 1999 года, а 16 ноября 2000 года митрополит Курский и Рыльский Ювеналий освятил главный престол Знаменского кафедрального собора. Осенью 2001 года с внешней стороны трапезной пристроена северная колокольня. К началу июля 2004 года были завершены основные реставрационные работы.
В 1997 году было принято решение губернатора Курской области о передаче здания бывшего Воскресенского храма Русской Православной церкви, однако фактически оно было передано Курской и Рыльской епархии лишь в 2003 году. 18 апреля 2006 года на главу реставрируемого Воскресенского храма был водружен купол диаметром 17 метров и весом порядка 20 тонн.
В здании Дома архиерея сейчас располагается Курский областной краеведческий музей.
15 января 2013 года после проведения божественной литургии и чина погребения в Знаменском кафедральном соборе в ограде Знаменского монастыря был захоронен схимитрополит Ювеналий.

## Архитектурный ансамбль

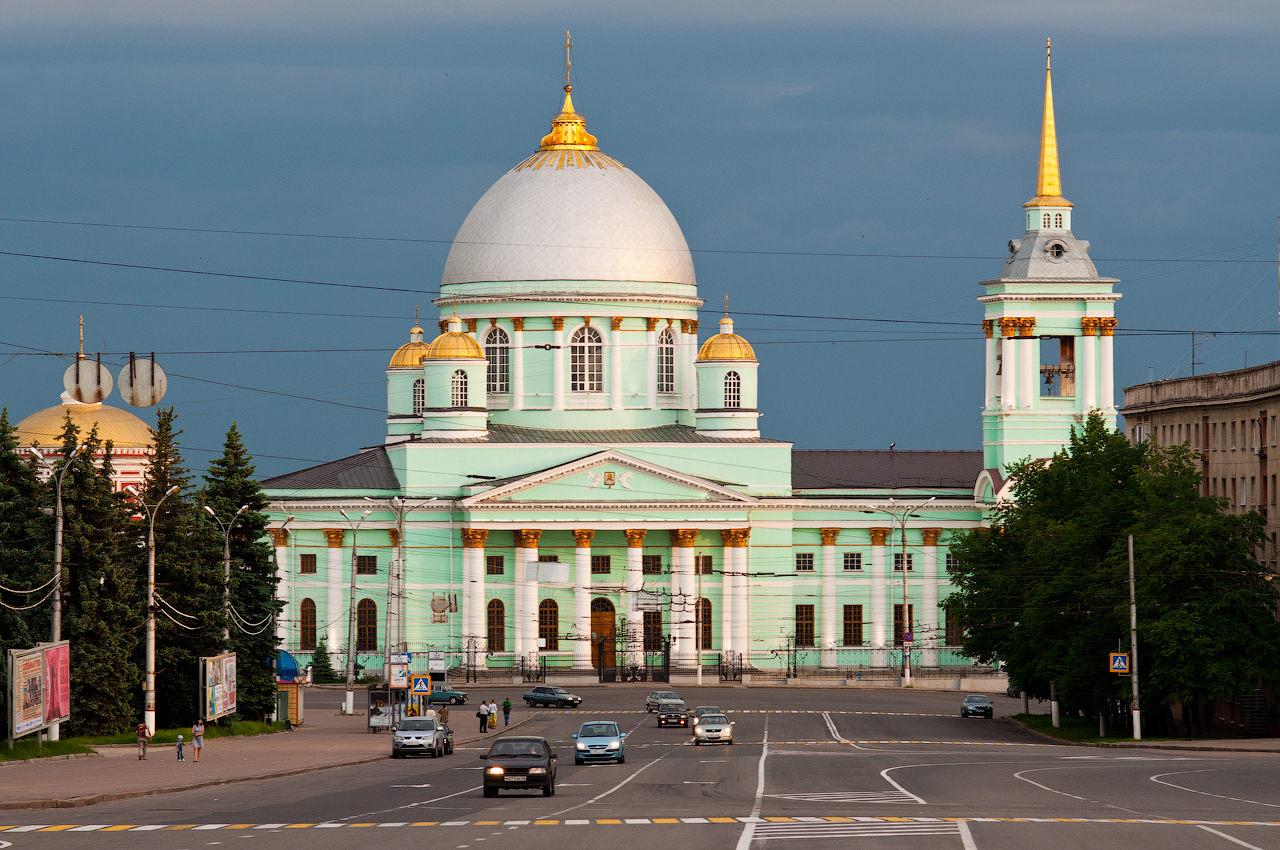
Знаменский кафедральный собор

### Знаменский кафедральный собор
Храм был построен в 1815—1826 годы в стиле классицизма, имеет традиционную крестово-купольную конструкцию, крестообразную в плане, со значительно удлинённой западной частью. На основном кубическом объёме возвышается световой барабан, увенчанный куполом параболического профиля диаметром 20 метров. Здание, помимо этого основного купола, имеет четыре малые главы с полусферическими куполами. Колокольня пристроена с северной стороны трапезной, завершается высоким позолоченным шпилем и крестом. Трапезная двухэтажная, на втором её этаже устроен храм во имя Иконы Божией Матери «Державной». На первом этаже трапезной сооружены грандиозные пилоны, в которых размещены иконы.

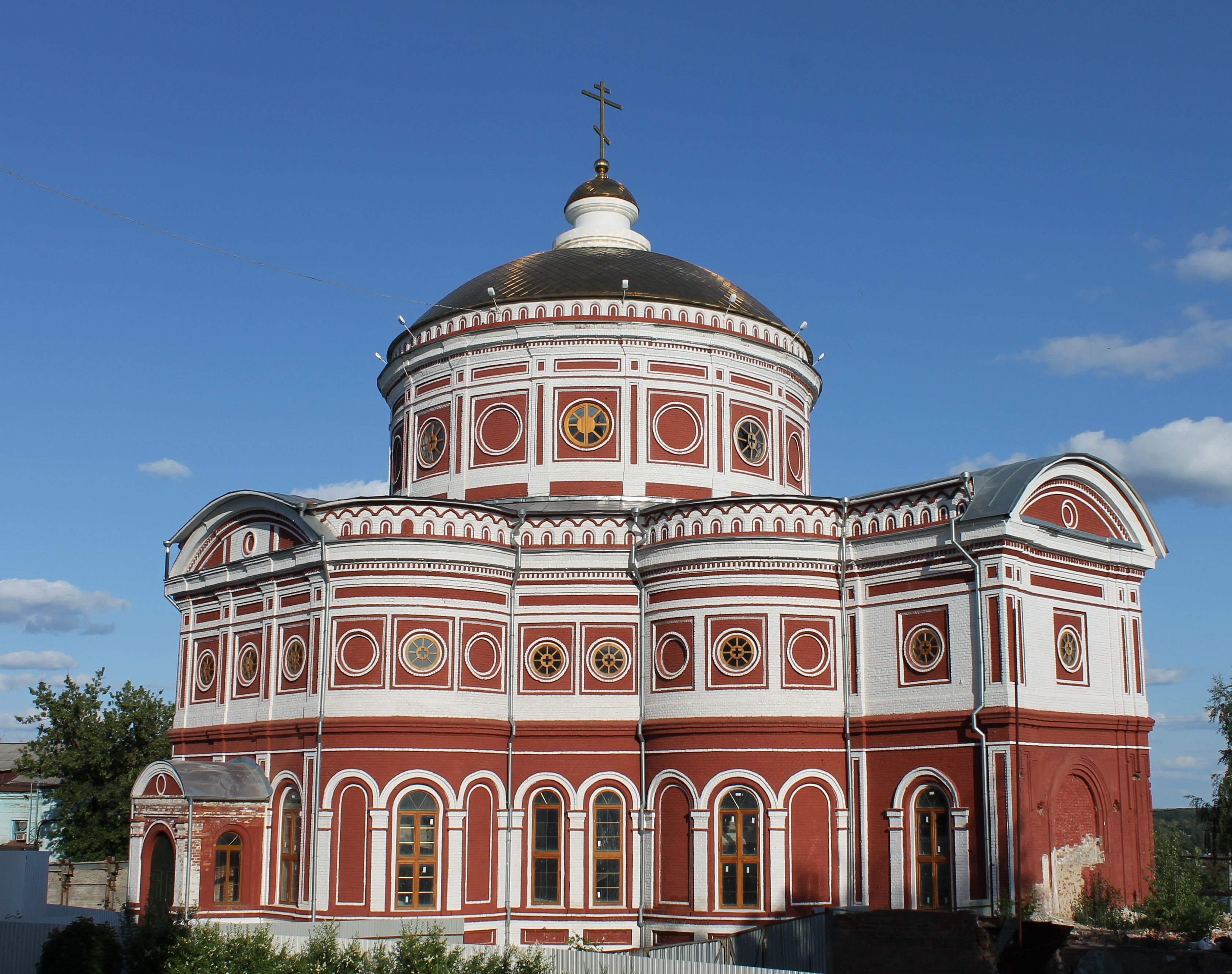
Храм Воскресения Христова

### Храм Воскресения Христова
Храм построен в 1875 году и освящён в 1876 году. Это кирпичный однокупольный храм в духе эклектики с центрическим планом в виде византийского креста. Его стены были выложены из красного лицевого кирпича и окрашены цветными красками в византийском стиле. Храм имеет боковые приделы Феодосия Печерского и Иосифа Песнописца.

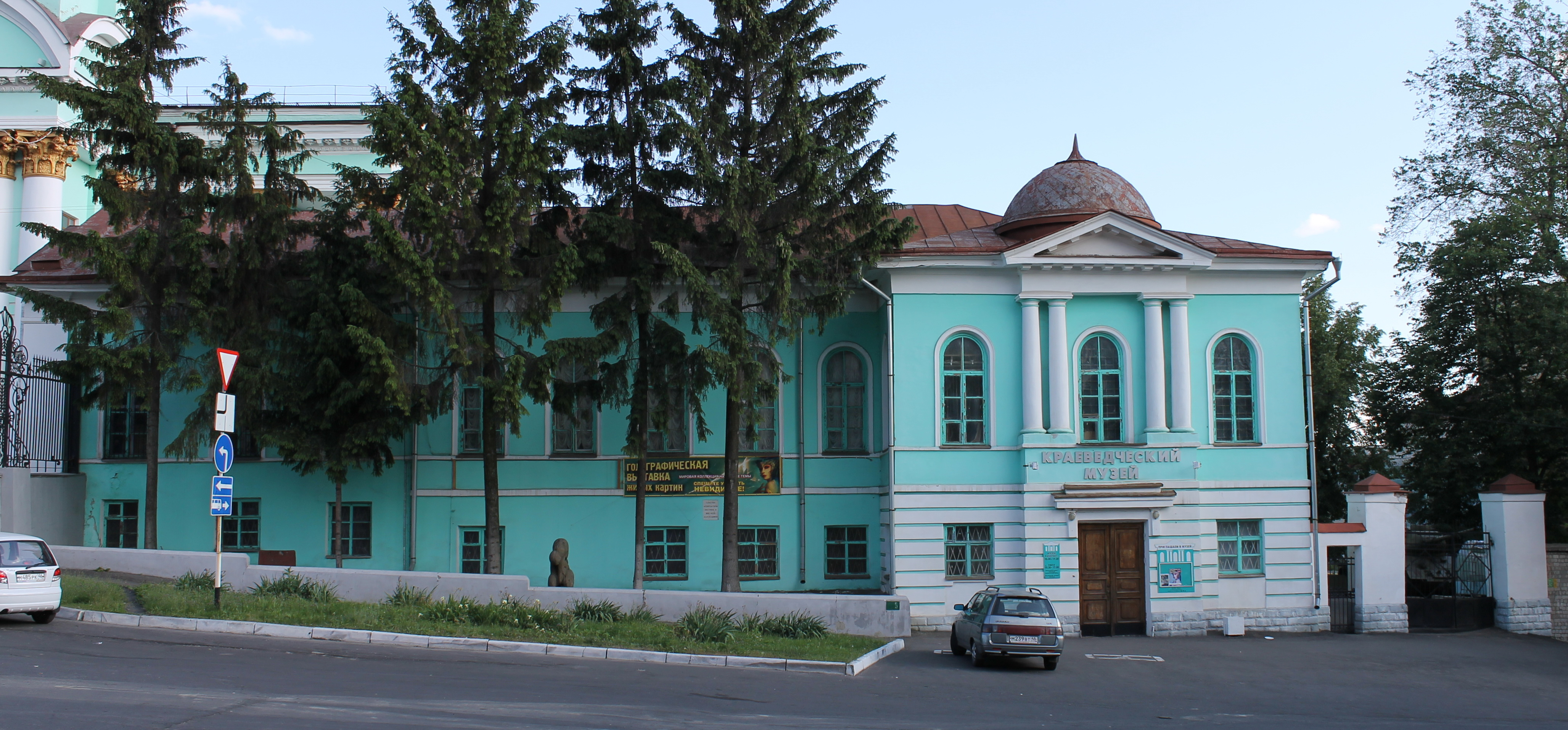
Курский областной краеведческий музей (Архиерейский дом)

### Дом архиерея
Здание двухэтажного каменного архиерейского дома с ампирной колоннадой и портиком на западном фасаде построено по проекту архитектора Г. В. Гаврилова в 1833 году к моменту переноса в Курск из Белгорода резиденции Курского архиепископа. Составной частью в новый дом вошёл фрагмент старого здания XVII века, принадлежавшего архимандриту мужского Богородицкого Знаменского монастыря. На верхнем этаже, имевшем 12 комнат с двумя передними, находились покои архиепископа, а также его келейных, а нижний занимали монастырский наместник, несколько монашествующих, архиерейский секретарь и канцелярия архиерея, здесь же были 2 кладовые. В 1851—1853 годы для домовой церкви во имя Трёх святителей (Василия Великого, Григория Богослова и Иоанна Златоуста) к архиерейскому дому было пристроено северное крыло. Церковь располагалась на втором этаже пристройки, а на её первом этаже были устроены кельи. От восточного портика архиерейского дома к Знаменскому собору вела крытая галерея с проездом под ней, сообщавшая покои архиерея с собором и разобранная в 1950-е годы. После 1924 года помещение дома занимали епархиальное управление и губернское архивное бюро. В 1926 году здание передали губернскому (в настоящее время — областному) краеведческому музею. В алтарной части домовой церкви в 1956—1989 годы размещался планетарий.

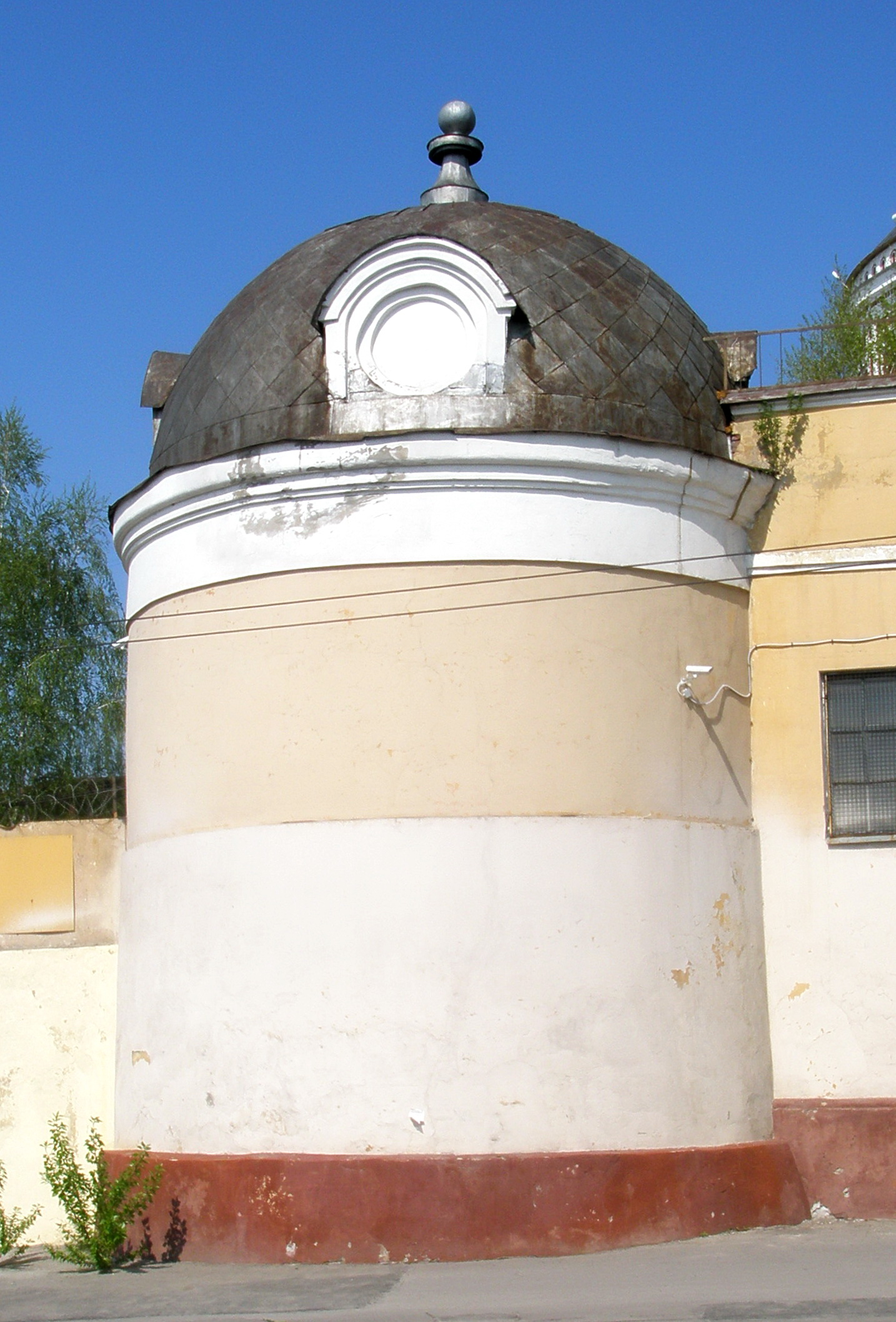
Башня монастырской ограды

### Башня монастырской ограды
Массивная каменная башня, выходящая своим фасадом на улицу Сонина, является единственным сохранившимся элементом монастырской ограды, возведённой в конце XVII века на пожертвования князей Ромодановских.

## Настоятели Курского Знаменского Богородицкого монастыря
1. Строитель Тихон (1616—1619) — первый настоятель Рождественского-Богородицкого монастыря. Поступил в монастырь через 3 года после его основания, при нём Курская Коренная икона Божией Матери «Знамение», после возвращения из Москвы находившаяся в городском Воскресенском соборе Курска в течение 3 лет, была перенесена в монастырь. При строителе Тихоне к Рождественскому-Богородицкому монастырю был приписан располагавшийся тогда в Курске Троицкий мужской монастырь со всеми крестьянами[64].
2. Игумен Иосиф (1619—1621) — во время его управления обителью в ведение Рождественского монастыря поступил Курский Божедомский монастырь со всеми крестьянами[65].
3. Строитель Тихон II (1621)[65].
4. Игумен Аркадий (1621—1629)[65].
5. Строитель Варлаам (1629—1638) — осуществлял управление монастырём в течение 9 лет. Во время его правления большинство монастырских строений сгорели при пожаре, возникшем от удара молнии в 1631 году, после частичного восстановления вновь уничтожены поляками в 1634 году[65].
6. Строитель Сергий (1638—1642)[65].
7. Строитель Варлаам II (1642—1652) — во время его управления монастырём в 1649 году был заложен каменный соборный храм во имя иконы Божией Матери «Знамение», а монастырь переименован в Знаменский. Также в этот период крестьянские слободки, перешедшие к Знаменскому монастырю от Троицкого и Божедомского монастырей, были отчислены в казённое ведомство[66].
8. Игумен Моисей (1652 — 25 декабря 1667)[67].
9. Игумен Никодим (1668—1674)[67].
10. Архимандрит Феодосий (1674—1676)[67].
11. Архимандрит Никодим (1676—1683)[67].
12. Архимандрит Александр (1683—1685) — произведён в архимандриты митрополитом Белгородским и Обоянским Мисаилом[68].
13. Архимандрит Сампсон (1685—1697)[68].
14. Архимандрит Нифонт (1697—1703)[68].
15. Архимандрит Пимен (1703—1707)[68].
16. Архимандрит Игнатий (1707—1711)[68].
17. Архимандрит Александр II (1711—1714) — через три года после назначения настоятелем отрешён от управления Знаменским монастырём митрополитом Иларионом и направлен в Троицкую Липиновскую пустынь, приписанную к Знаменскому монастырю, где впоследствии был строителем, там же и скончался[69].
18. Архимандрит Михаил (Нифонтов) (1714—1733) — уроженец города Курска, по происхождению купец. В 1707 году в возрасте 50 лет постригся в монахи в Знаменском монастыре. Вскоре произведён в иеромонахи. В 1714 году митрополитом Иларионом произведён в архимандриты. Скончался в 1733 году в возрасте 71 года во время пребывания в Москве, откуда его тело перевезено для погребения в Курский Знаменский монастырь[70].
19. Архимандрит Митрофан (Шеянков) (1734—1747) — прислан в Курский Знаменский монастырь в 1729 году из Святогорского Успенского монастыря, где был архимандритом. По распоряжению епископа пребывал в Знаменском монастыре на правах иеромонаха и лишь в праздничные и высокоторжественные дни имел право на архимандрическое одеяние. После кончины архимандрита Михаила (Нифонтова) был прощён и в 1734 году занял место настоятеля Знаменского монастыря. В 1747 году находился в Москве под следствием о деле раскольников, лишён архимандрического сана и сослан в Голутвин монастырь Коломенской епархии. Через несколько лет был прощён и назначен архимандритом в Пафнутьево-Боровский монастырь, где впоследствии и скончался[70].
20. Архимандрит Иоасаф (Рудзинский) (1748—1751) — назначен настоятелем Знаменского монастыря епископом Белгородским и Обоянским Иоасафом. После 1751 года послан на послушание в Киево-Печерскую лавру. При нём было завершено строительство в Санкт-Петербурге на Новой Исаакиевской улице каменного подворья Курского Знаменского монастыря, начатое архимандритом Митрофаном (Шеянковым)[71].
21. Архимандрит Гедеон (Антонский) (1752—1770) — переведён на должность архимандрита Знаменского монастыря из Харьковского Покровского монастыря, где также был архимандритом и ректором училища. Во время его управления произведена реконструкция Знаменского собора и Богоявленской и Петропавловской церквей, в 1764 году Курская Коренная пустынь выведена из подчинения Знаменскому монастырю (в связи с чем в 1767 году пресёкся крестный ход с Курской Коренной иконой Божией Матери «Знамение»), а Липиновская пустынь совсем упразднена (1764). Скончался в 1770 году в возрасте 70 лет[72].
22. Архимандрит Иов (Базилевич) (1770—1771) — переведён на должность архимандрита Знаменского монастыря из Харьковского Покровского монастыря, где также занимал должность архимандрита. 31 октября 1770 года хиротонисан в епископа Переяславского и Борисопольского[73][74].
23. Архимандрит Виктор (Лодыженский) (1771—1775) — в начале своего монашества был учителем греческого и латинского языков в Киевской академии, затем стал игуменом Скельского Преображенского монастыря, позднее — Киевского Петропавловского монастыря, где преподавал богословие. Через некоторое время назначен наместником Софийского кафедрального монастыря, затем митрополитом Киевским Арсением произведён в архимандриты в Нежинский Благовещенский монастырь, откуда уже переведён в Курский Знаменский монастырь в 1771 году. 15 (26) августа 1775 года скончался в звании члена Синодальной конторы в Санкт-Петербурге, похоронен в Александро-Невской лавре. Во время его управления завершена реконструкция Знаменского собора и Богоявленской и Петропавловской церквей, начатая при архимандрите Гедеоне (Антонском)[74].
24. Архимандрит Лаврентий (Кордет) (1775—1781) — сначала был учителем и префектом Харьковской коллегии, затем игуменом Озерянской пустыни, позднее — Белгородского Николаевского монастыря, оттуда переведён в Святогорский Успенский монастырь. Епископом Белгородским и Обоянским Самуилом произведён в архимандрита Харьковского Покровского училищного монастыря, где также был ректором училища и учителем богословия. Переведён на должность архимандрита Знаменского монастыря в 1775 году. Скончался 18 (29) мая 1781 года в возрасте 59 лет[75].
25. Архимандрит Амвросий (Гиновский) (1781—1800) — произведён в архимандрита Знаменского монастыря 4 июля 1781 года, до этого был наместником Александро-Невской лавры. Скончался 21 мая (2 июня) 1800 года[76].
26. Архимандрит Лаврентий (Далматов) (1800—1803) — до назначения 7 (19) июня 1800 года наместником Знаменского монастыря был архимандритом Вятского Успенского Трифонова монастыря и ректором Вятской духовной семинарии. В 1803 году перемещён в Онежский Крестный монастырь Архангельской епархии[77].
27. Архимандрит Аполлос (Терешкевич) (1803—1813) — до назначения в 1803 году настоятелем Знаменского монастыря был архимандритом Антониево-Сийского монастыря Архангельской епархии и ректором Архангельской духовной семинарии (с 1790 года). В 1813 году хиротонисан в епископа Слободско-Украинского и Харьковского[78][79].
28. Архимандрит Иакинф (Логавовский) (1813—1817) — до назначения в 1813 году настоятелем Знаменского монастыря был архимандритом Киевского Братского монастыря, ректором и профессором богословия Киевской духовной академии. Скончался в 1817 году в Курске[80].
29. Архимандрит Палладий (Белевцев) (1818—1829) — выходец из курского дворянского рода, по образованию — военный инженер. До назначения в 1818 году настоятелем Знаменского монастыря был архимандритом Курской Коренной Рождество-Богородичной пустыни. В 1829 переведён в Санкт-Петербургскую Александро-Невскую лавру на должность её наместника[81][82].
30. Архимандрит Иоасаф (Юнаков) (1829—1833) — переведён в 1829 году в Знаменский монастырь из Белгородского Николаевского монастыря, где был архимандритом. В 1833 году, в связи с переносом в Знаменский монастырь архиерейской кафедры из уездного города Белгорода, Знаменский монастырь был передан под непосредственное управление правящего архиерея, а архимандрит Иоасаф переведён в Белгородский Свято-Троицкий монастырь[83].
31. Строитель игумен Ипатий (1780 — ок. 1850) — В 1833 году назначен из Курского архиерейского дома строителем в Знаменский монастырь с производством в игумены. В 1834 году стал архимандритом Белоградского Николаевского монастыря; затем переведён снова в Знаменский, а в 1840 году в Путивльский Молчанский монастырь.

5—6 октября 2011 года Священный Синод утвердил архиепископа Курского и Рыльского Германа в должности настоятеля (священноархимандрита) Курского Знаменского мужского монастыря.